# Британський флот (Римська імперія)
Британський флот (лат. Classis Britannica) — один з провінційних флотів у складі давньоримського флоту часів Римської імперії, що діяв у I до н. е. — поч. V ст. н. е. Був одним з потужніших флотів. Охороняв протоку Ла-Манш, східне узбережжя провінції (потім діоцеза) Британія та північної Галлії, діяв в Британському океані. Відомий також як «флот провінції Британія».

## Історія
Дослідники розглядають створення Гаєм Юлієм Цезарем під час його вторгнення до Британії у 55 році до н. е. як тимчасовий захід з метою транспортування військ. У 40 році імператор Калігула намагався створити більш потужний флот, який би мав не лише транспортувати, а вести військові дії. Невідомо чи навмисно або через помилку переписувача тривалий час вважалося, що імператор чомусь наказав збирати «мушлі» та «черепашки». Це на тодішнім професійном сленгу позначали різні типи військових суден. Але через невідомі обставини, напевніше через саботаж, оскільки командування легіонів побоювалося тривалої подорожі море, створення флоту зірвалося, а відповідно припинився похід до Британії.
Втім у 43 році за наказом імператора Клавдія було створено флот (можливо на базі ще раніше закладеного Калігулою), з яким римляни вдерлися на острів. Після успішного вторгнення флот продовжував надавати підтримку армії, перевозячи війська, спорядження, припаси через Ла-Манш, відіграючи значну роль у подальшому завоюванні Британії.
Втім він діяв лише в районі Ла-Маншу та південної частини британського узбережжя в північному морі. Про це свідчить згадка історика Тацита, що цей флот не був задіяний під час переходу у 61 році Гаєм Светонієм Пауліном через Менайську протоку на о.Англсі під час повстання Боудіки.

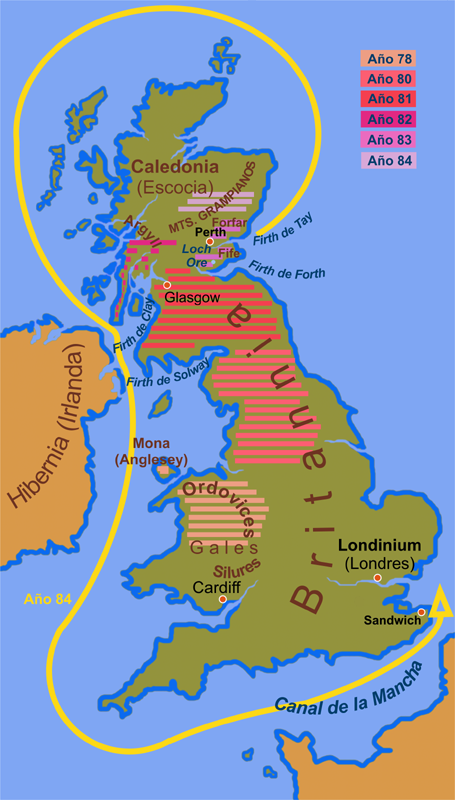
Похід флоту в 84 році

У 70 році за допомогою британського флоту до провінції Верхня Германія прибув Квінт Петіллій Церіал задля придушення повстання батавів. Втім в джерелах він розглядається як допоміжний германському флоту, саме останній брав участь у бойових діях. Лише за панування імператора Доміціана флот було перетворено на повноціне військове формування. Флот відіграв важливуроль під час військових кампанії Гнея Юлія Агріколи до Гібернії, Каледонії та проти піктів у 81—83 роках. 84 року британський флот досяг Оркнейський островів, а потім вперше в історії обігнув Британію з західного боку.
До III ст. про активні дії флоту нічого невідомо. Припускають, що це було пов'язано загалом із спокійною ситуацію в північному морі та Ла-Манші. Ймовірно у 120 році перевозив імператора Адріана та його почт підч ас відвідання тим Британії. 196 року флот був на боці претендента Клодія Альбіна. У 207 році транспортував військаа імператора Септимія Севера з Галлії під час походу того проти піктів. Север суттєво збільшив кількість маніпуларіїв, довівши їх до 7 тис. осіб. Також було розширено порти, збільшено в них зерносховища. Згодом було створено морські бази на о. Крамонд (в затоці Ферт-оф-Форт) та у злитті річок Тей і Ерн.
У 259 році разом зпровінцією Британією опинився під орудою Галльської імперії (до 284 року). Про цей період обмаль відомостей. У 286 році Каравзій був призначений префектом Британського флоту. Він зосередив зусилля на ліквідації франкських і сакських піратів, які на той час вже здійснювали постійні набіги на узбережжя Арморики та Бельгійської Галлії, а також південної Британії. Незважаючи на успіхи набіги не припилися, тому імператор Максиміан став підозрювати, що Каравзій спеціально дозволяє піратам грабувати римські володіння, а потім відбирає в них награбовані скарби або діяв у домовленості з піратами. Тому Каравзія було наказано стратити. У відповідь той оголосив себе імператором Британії та Північної Галлії. В цей ситуації британській флот перейшов на бік Каравзія. Спроби його знищити за допомогою германського флоту завершилися невдачею у битві біля Дубріса. У 288 і 289 роках нові спроби германського флоту завдати поразки флоту Каравзія виявилися також марними. Лише у 293 році цезар Констанцій Хлор захопив бази британського флота в північнії Галії, за цим завдав поразки піратському флоту франків, союзників Каравзія. Втім лише у 296 році в битві біля о. Векта Юлій Асклепіодот, командуючий окремою ескадрой, завдав поразки Аллекту (замінив Каравзія), що дозволило римлянами висадитися на острів і відновити контроль над Британією. Відновлення імперського британського флоту відбулося до 300 року.
До 400 року британський флот відігравав важливу роль в захисті східного та південного узбережжя Британії від піратських дій саксів, англів, фризів та ютів. У 343 році імператор Констант активно використовував флот у війнах проти піктів. У 360 році Флавій Лупіцін активно задіяв флот у війні проти скоттів та піктів.
У 368—370 роках був задіяний Флавієм Феодосієм у військових кампаніях проти піктів та скотів. 371 року здійснено похід до Орнейських островів, під час якого знищено узбережні укріплення та флотилії північних піктів. Невдовзі Феодосій також завдав поразки сакських пірата, на деякий час припинивши їх напади на Британію. У 383 році британський флот підтримав Магна Максима, оголошеного імператором. Після поразки останнього у 388 році британський флот через брак моряків та командування майже перестав існувати.
396 року його частково відновив Стиліхон, але на півночі Галлії створив напівсамостійну Самбрійську флотилію (лат. Classis Sambrica). У 407 році британський флот використав для висадці в Галлії узурпатор Костянтин III. Його поразка у 411 році призвела до нової кризи. Ймовірно єдиний флот розпався на декілька ескадр (баркарій), які охороняли окремі діялянки. Це дозволило англам, саксам і ютам більш активно вдиратис яна острів й почати захоплювати сам землі. Про збереження якихось флотилій у 440-х роках свідчить звернення римобриттів південня Британії до імператора Гонорію з проханням по допомогу. За цих умов відправити посланнця із звернення можливо було лише на військовому кораблі та під сильною охороною.

## Характеристика

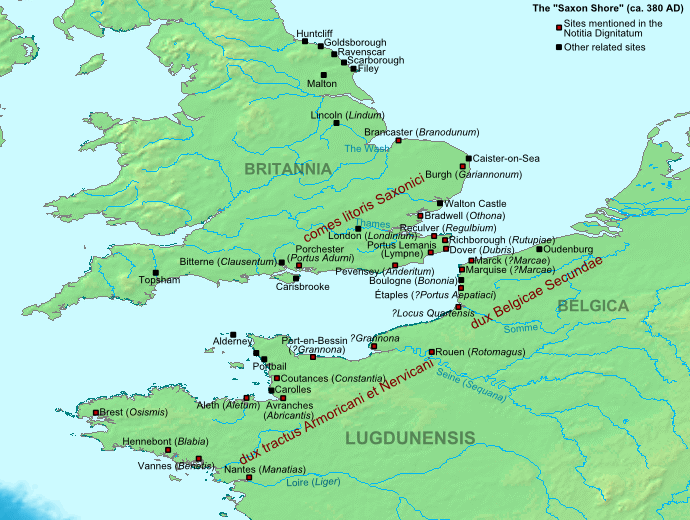
Бази і стоянки британського флоту з кінця III ст.

Спочатку головною базою був каструм Дубріс. У III ст. базою була Бононія (Галлія). Також існували великі стоянки (лат. stationes): Рутупії (сучасне графство Кент), Порт Адурні (сучасне графство Гемпшир), Лондініум, Арбеа, Кастра Експлораторум, Алауна (біля Адріанового валу), Андеріт, Даріорігум, Портус Намнетум. До 200 року залишив стоянки і бази, що розташовувалися північніше Адріанового валу.
Напочатку свого існування головним завдання була матеріально-технічна підтримка римської армії в Британії, при необходимості перекидання легіонерів до провінцій Белгіка і Верхня Германія. Більшість кораблів були розміщені на півдні та сході острова. В подальшому в обов'язки входило захист судноплавних річкових систем Британії, Арморики до гирла Рейну; патрулювання узбережжя на північ до Оркнейських островів. Також здійснювала зморя охорона Антонінового і Адріанового валів.

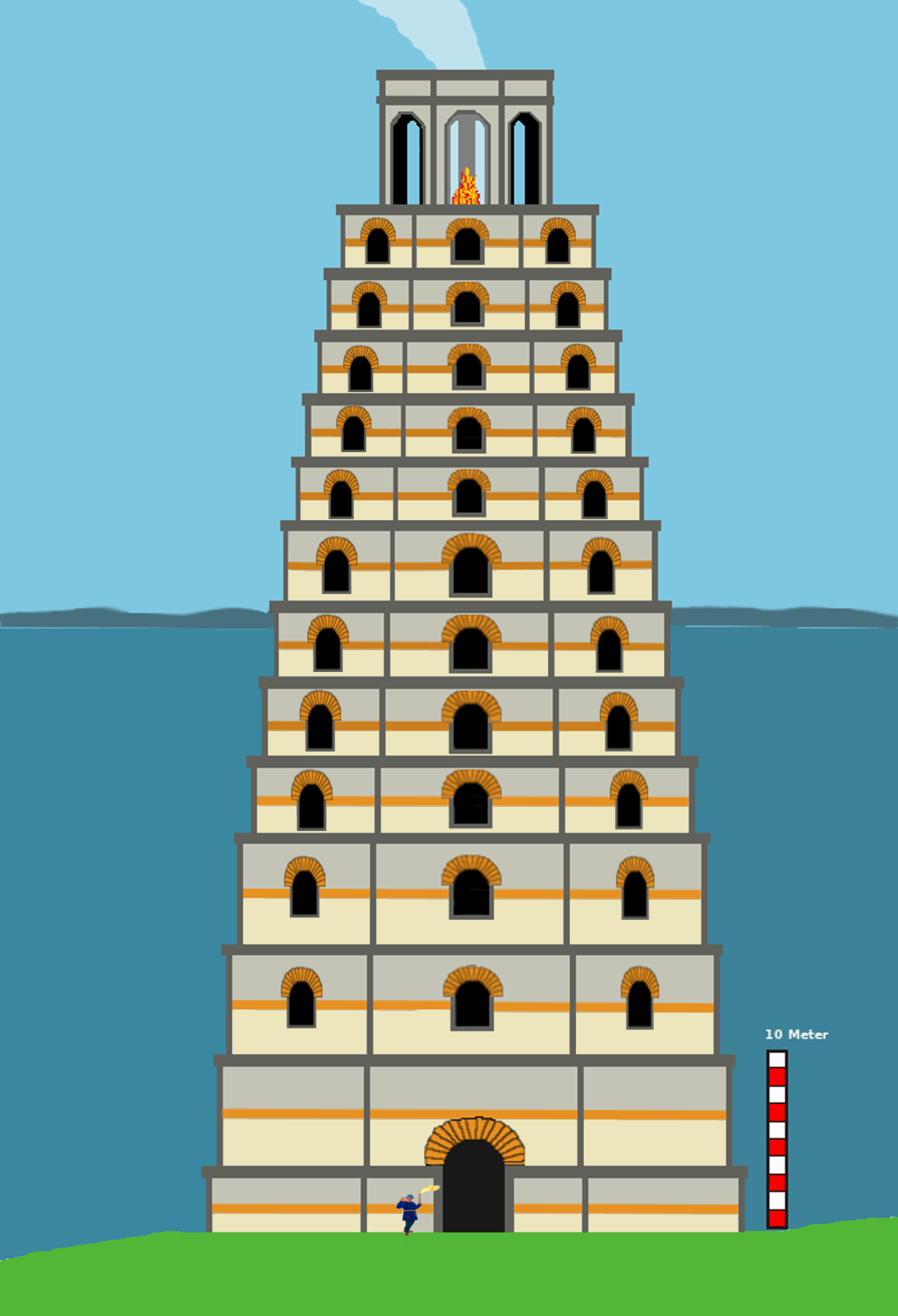
Маяк в Бононії (реконструкція)

Археологічні розвідки в британських графствах Східний Сассекс і Кент свідчить, що персонал флоту займався обробкою заліза з копалень Гастингсу, виготовлення з нього знарядь, які британський флот в подальшому відправляв на материкову частину.
Технічний персонал і частково моряки також використовувався для будівництва та обслуговування військових об'єктів та інфраструктури в Британії. Відомо, що вони брали участь у будівництві доріг і портових споруд, а три камені з написом свідчать про їх участь у зведенні Адріанового валу.
Зброя та уніформа дуже нагадували легіонів. Лише прапори та знаки розрізнення, які кріпилися на кораблях, та їх розпис відрізняли один від одного підрозділи флоту. Залишки тканини показали, що багато тунік були пофарбовані в різні відтінки синього — від блакитного до темно-синього, але відомі також сірі та білі зразки. Носили шоломи або сірі повстяні шапки, мали кинджал і короткий меч (гладіус), які прикріплювалися до шкіряного пояса з цингулом. Маніпуларії мали щит (скутум). Щити, ймовірно, також були розписані знаками ександри.
Розмір платні рядових змінювався від 75 денаріїв на рік (за Клавдія) до 225 (за Каракалли). Префект флоту отримував 100 тис. сестерціїв на рік.

### Кораблі
Флот складався з військових (галери) і транспортних (вітрильники) кораблів. Військові кораблі були переважно біремами та лібурнами, флагманом яких була трирема. У великій кількості останніх не було необхідності через відсутність протягом тривалого часу потужного ворожого флоту. Кораблі мали довжину близько 30,5 м і ширину 5,5 м. Крім того, в якості озброєння вони ще мали тарани та балісти. З III ст. все більше використовували лізорії. Збереглися назви окремих суден трирема «Радіани», «Емілія Августа Фелікс», «Пакатриса Августа».
радіани

## Управління
Клавдій призначив на чолі флоту префекта (лат. praefectus classis) з числе вершників в статусі procuratores centenarii, що мав статки 100 тис. сестерціїв на рік. Підпорядковувався легату-пропретору провінції Британія. Інколи ці посади поєднувалися. Напочатку 70-х років імператор Веспасіан підвищив префекта флоту зі статусу sexagenarius до ducenarius.
Заступником і першим помічником префекта флоту був субпрефект. Далі йшли 2 препозити флоту, які під час великих компаній могли очолювати окреми з'єднання кораблів. Капітани кораблів називалися трієрархами (лат. trierarchus), командувачі «ескадрами» — навархами (лат. nauarchus), старший з яких називався першим навархом (лат. nauarchus princeps) навархом-архікерманичем (лат. nauarchus archigybernes). У III ст. було впроваджено посаду морського трибуна (лат. tribunus classis), який перебрав обов'язки першого наварха. Пізніше його назвали також трибун лібурн (лат. tribunus liburnarum).
Екіпаж складався з трієрарха, 44 веслярів (лат. remiges), 16 маніпуларіїв, 4 осіб морського персоналу, відповідального за командування кораблем (лат. classiari). Термін служби зазвичай становив 26 років, з III ст. — 28 років, іноді відомі й більш тривалі терміни служби. Такз надгробку маніпурія Дідіона відомо, що він служив 35 років й помер в 65. Після почесного звільнення (лат. honesta missio) вони отримували компенсацію грошима або шматком орної землі, здобуття римського громадянства і права одружуватися.

### Відомі очільники
| Прізвище                                   | Каденція |
| ------------------------------------------ | -------- |
| Луцій Клавдій Селевк                       | після 43 |
| Марк Меній Агріппа Луцій Тусідій Кампестер | бл.120   |
| Луцій Ауфідій Пантера                      | 133—140  |
| Квінт Баен Блассіан                        | з 140    |
| Тіт Варій Пріск                            | до 150   |
| Секст Флавій Квіет                         | з 150    |
| Каравзій                                   | 286—293  |